# Pentastomiasis
Pentastomiasis (auch Zungenwurminfektion) ist eine seltene Zoonose, die durch Zungenwurmlarven verursacht wird. Diese Parasiten gelten heute als Unterklasse der Maxillopoden-Krebstiere.
Die Infektion mit Linguatula wird durch den Verzehr roher Innereien erworben. Beim Menschen verursachen die wandernden Larven obstruktive Symptome in verschiedenen Organen oder eine akute nasopharyngeale Pentastomiasis (Halzoun- oder Marrara-Syndrom). Die Armillifer-Infektion wird durch den Verzehr von rohem Schlangenfleisch oder durch das Trinken von durch Schlangen verunreinigtem Wasser erworben. Wenn die Infektion nicht massiv ist, ist sie asymptomatisch, zeigt sich aber durch das Auftreten von verkalkten Larven auf Röntgenbildern des Abdomens.
Es gibt keine etablierte Chemotherapie gegen Maxillopoden-Krebstiere, aber Ivermectin, Praziquantel oder Benzimidazole können in schweren Fällen angewandt werden. Bei schweren Infektionen kann eine Operation erforderlich sein.
Durch Vermeidung des Verzehrs von rohem Fleisch und durch Abkochen des Trinkwassers kann der Infektion vorgebeugt werden.